# Pettole
Les pettole, une italianisation du « petullat » albanais sont des boules de pâte levée très molle frites dans l'huile bouillante, typiques des régions des Pouilles, de la Calabre, de la Campanie et de la Basilicate, ainsi que des communautés albanaises de Sicile. Leur origine est liée à la vague d'émigration à partir du XVe siècle d'exilés d'Albanie qui se sont installés en Italie, apportant avec eux culture et coutumes, se répandant dans le sud.
Selon l'endroit elles portent diverses appellations : pèttëlë en dialecte de Tarente, zippuli en dialecte calabrais, crispelle dans le dialecte de Reggio de Calabre, zeppole à Irpinia, scorpelle à San Severo, sfringioli à Torremaggiore, pèttuli dans la région de Brindisi, pétole ou popizze dans la région de Bari, pittule dans la région de Lecce, pàtt'l dans la région de Matera, pèttule dans la région de Potenza et pəttəlècchjə à Altamura.

## Description
Il s’agit de petites boules de pâte levée (similaire à celle de la focaccia) frites et garnies d’ingrédients salés ou sucrés. Dans les zones de Foggia et Bari elles sont préparées à Noël, à Brindisi c’est plutôt pour la fête de la Sainte Vierge, le 8 décembre. Et si on descend tout au bout des Pouilles, dans le Salento, on les déguste durant la Saint Martin, le 11 novembre. Pour la fête, Les « pittules » accompagnent alors l’arrivée du vin nouveau ... Une formidable occasion de goûter les « pittule » est la fête de la « Notte della Taranta » qui se tient à Melpignano à la fin du mois d’août. C’est un grand festival de musique multiethnique qui attire de nombreux touristes de tous les coins du monde et qui les fait danser pendant toute la nuit au rythme de la « pizzica », le bal traditionnel de la région. À vrai dire, les pettole sont un plat gourmand et simple qu’on peut trouver et préparer toute l’année. Il est parfait salé pour un apéritif, ou sucré comme dessert.

## Préparation
Avec sa courte liste d’ingrédients communs et son processus relativement simple de préparation de la pâte au levain, cette recette peut être facilement réalisée à la maison. Dans les différentes parties des Pouilles, les pettole peuvent être personnalisées de plusieurs manières. Les pettole salées contiennent des petits bouts de tomates, olives, câpres ou d’autres ingrédients à votre choix qui sont directement intégrés à la pâte. La version sucrée, au contraire, présente une pâte simple, qui est garnie avec du sucre ou du miel, avant d’être servie. L’apparition dans les boulangeries locales de ces bouchées marque souvent le début de la saison des fêtes dans le sud de l’Italie.

## Légende
Une histoire raconte qu’une femme du coin avait entrepris de préparer de la pâte à pain le matin de la Sainte-Cécile puis l’avait oubliée, distraite par l’effervescence qui régnait dans la ville. La pâte, qu’elle avait laissé lever trop longtemps, ne pouvait plus être utilisée pour faire du pain. En désespoir de cause, elle l’a divisée en petites boules qu’elle a frites dans de l’huile chaude pour que le gâchis ne soit pas total, et le résultat était un tel régal que la recette s’est répandue dans la région.